# Peruviacris cerciata
Peruviacris cerciata är en insektsart som beskrevs av Marius Descamps 1983. Peruviacris cerciata ingår i släktet Peruviacris och familjen Romaleidae. Inga underarter finns listade i Catalogue of Life.